# Trochosa masumbica
Trochosa masumbica este o specie de păianjeni din genul Trochosa, familia Lycosidae. A fost descrisă pentru prima dată de Strand, 1916. Conform Catalogue of Life specia Trochosa masumbica nu are subspecii cunoscute.